# لوك فان ويلي
لوك فان ويلي (7 أكتوبر 1972-) لاعب شطرنج وسياسي هولندي. مُنح لقب أستاذ كبير من الاتحاد الدولي للشطرنج عام 1993، وصُنِّف ضمن أفضل عشرة لاعبين شطرنج عالميًا عام 2001 بتصنيف 2714. في مارس 2019، انتُخب لعضوية مجلس الشيوخ الهولندي عن حزب منتدى الديمقراطية اليميني، إلا أنه في 8 ديسمبر 2020، غيّر ولاءه الحزبي إلى جماعة فان بارين التابعة الآن للحزب اليميني.

## مسيرته في الشطرنج
فاز ببطولة هولندا للشطرنج ثماني مرات، ست مرات متتالية من عام 2000 حتى عام 2005، وفي عام 2014 وفي عام 2017. في عام 2002 في ماستريخت، هولندا، واجه فان ويلي برنامج ريبيل الحاسوبي في مباراة من أربع مباريات، مسجلاً 2/4 (+2–2=0)، وفي عام 2005، قاد الفريق الهولندي للفوز ببطولة أوروبا للفرق في غوتنبرغ، السويد.
شارك فان ويلي في البطولة النخبوية التي أقيمت في فايك آن زي التي كانت تسمى في الأصل هوجوفينز، ثم كوروس، والآن تاتا ستيل 25 مرة، على التوالي من عام 1992 إلى عام 2010، ومرة أخرى من عام 2012 إلى عام 2017. حدثت أفضل نتيجة له في عام 2003، عندما تقاسم المركز الرابع مع أليكسي شيروف وألكسندر جريشوك وفاسيلي إيفانشوك وفلاديمير كرامنيك مسجلاً 7 من 13 نقطة.
في مايو 2010، فاز فان ويلي ببطولة شيكاغو المفتوحة الرابعة عشرة. في عام 2011، جاء في المركز الأول في بطولة بيركلي الدولية في بيركلي، وفي عام 2016، فاز ببطولة هوج سكول زيلاند مسجلاً 8 نقاط من 9 مباريات.

## روابط خارجية
- Loek van Wely على موقع الاتحاد الدولي للشطرنج (الإنجليزية)
- Loek van Wely على موقع مباريات الشطرنج (الإنجليزية)
- Loek van Wely على موقع 365Chess.com (الإنجليزية)
- Loek van Wely على موقع Chesstempo.com (الإنجليزية)
- Loek van Wely على موقع الاتحاد الأمريكي للشطرنج (الإنجليزية)
- Loek van Wely سجل أولمبياد الشطرنج على موقع OlimpBase.org (الإنجليزية)